# Franse Alpen

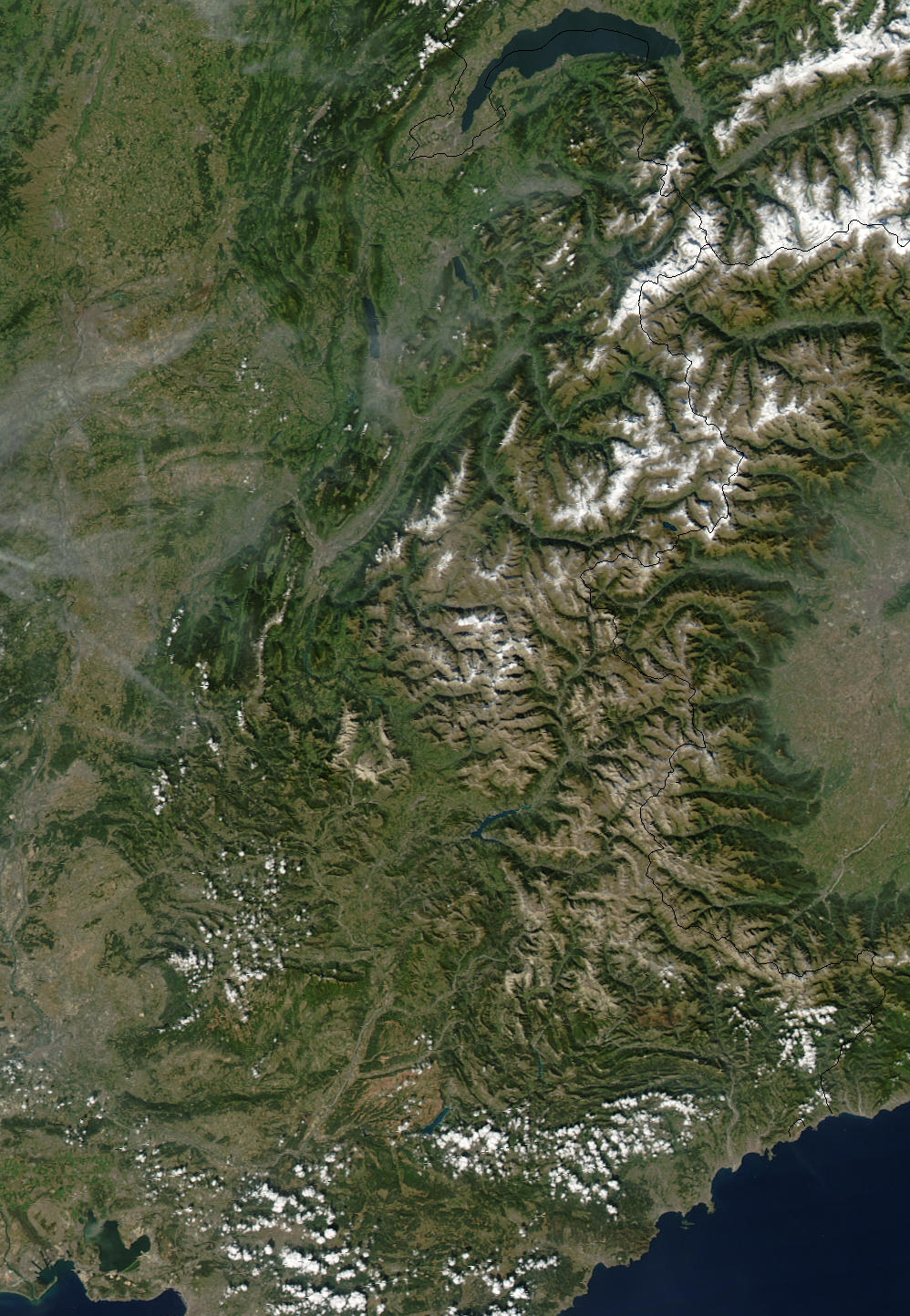
Satellietfoto van de Franse Alpen (2002)

De Franse Alpen zijn de delen van de Alpen die in Frankrijk liggen. De Alpen zijn een 1200 kilometer lange bergketen die zich uitstrekt van het zuidoosten van Frankrijk in het westen tot Slovenië in het oosten. De hoogste top, de Mont Blanc (4808 m), bevindt zich op de Frans-Italiaanse grens. Terwijl bepaalde ketens en massieven volledig in Frankrijk liggen, worden andere gedeeld met buurlanden, zoals het Mont Blancmassief op de grens met Italië.
De Franse Alpen bevinden zich in de administratieve regio's Auvergne-Rhône-Alpes (ARA) en Provence-Alpes-Côte d'Azur (PACA), meer bepaald in de departementen Alpes-de-Haute-Provence, Alpes-Maritimes, Drôme, Hautes-Alpes, Haute-Savoie, Isère, Savoie, Var en Vaucluse. Steden van belang in de regio zijn Grenoble, Chambéry en Annecy. Er kan een onderscheid gemaakt worden tussen de noordelijke Franse Alpen, wat het stroomgebied van de Isère bevat en alles ten noorden ervan, en de zuidelijke Alpen voornamelijk in de regio PACA. De lagergelegen massieven in het westen en zuiden worden aangeduid als de Franse Voor-Alpen.
De Franse Alpen staan bekend om de vele en grote wintersportgebieden, zoals Les 3 Vallées. De Olympische Winterspelen 1924, 1968 en 1992 werden respectievelijk in Chamonix, Grenoble en Albertville georganiseerd. Onder de benaming 'Franse Alpen' organiseren de regio's Auvergne-Rhône-Alpes en Provence-Alpes-Côte d'Azur gezamenlijk de Olympische Winterspelen 2030.